# Tam giác Bennington
"Tam giác Bennington" là một cụm từ được đặt ra bởi tác giả New England Joseph A. Citro trong một chương trình phát thanh công cộng vào năm 1992 để chỉ một khu vực phía tây nam Vermont có một số người bị mất tích trong khoảng thời gian từ năm 1920 đến 1950. Tam giác này đã trở nên phổ biến rộng rãi qua hai cuốn sách, bao gồm Shadow Child, mà ông đã dành các chương truyện để thảo luận về những vụ mất tích bí ẩn và các đồ vật văn hóa dân gian khác nhau nằm xung quanh khu vực này. Theo lời Citro, khu vực này chia sẻ các đặc tính với Tam giác Bridgewater ở vùng lân cận Massachusetts.
Chính xác là khu vực này được bao bọc trong "tam giác thần bí" giả định chưa rõ, nhưng nó được cho là tập trung vào vùng núi Glastenbury và sẽ bao gồm một số hoặc hầu hết các khu vực của những thị trấn trục tiếp nằm xung quanh nó, đặc biệt là Bennington, Woodford, Shaftsbury, và Somerset.  Glastenbury và thị xã kế bên Somerset đều là những thị trấn công nghiệp và khai thác gỗ khá phát triển, nhưng bắt đầu suy sụp vào cuối thế kỷ 19, và bây giờ chủ yếu là những thị trấn ma, không có tư cách pháp nhân của một cơ quan lập pháp bang vào năm 1937.
Theo cuốn sách của Citro, những câu chuyện về những diễn biến kỳ lạ đã được kể về Glastenbury và khu vực xung quanh trong nhiều năm trước khi xảy ra vụ mất tích trong những năm 1940, mà nổi tiếng nhất có lẽ là trường hợp của Paula Jean Welden.

## Những vụ mất tích được báo cáo

### Middie Rivers (1945)
Từ năm 1945 đến năm 1950, năm người đã biến mất trong khu vực Bennington. Lần đầu tiên xảy ra vào ngày 12 tháng 11 năm 1945 khi Middie Rivers 74 tuổi biến mất trong khi đi săn. Rivers đã hướng dẫn một nhóm gồm bốn thợ săn leo lên những ngọn núi. Trên đường trở lại, Rivers đi trước nhóm, và không bao giờ được nhìn thấy nữa. Một cuộc tìm kiếm quy mô đã được tiến hành, nhưng chỉ có bằng chứng được phát hiện là một viên đạn của khẩu súng trường duy nhất được tìm thấy trong một dòng suối. Người ta suy đoán là Rivers đã cúi xuống và viên đạn đã rơi khỏi túi của anh ta xuống nước. Vụ biến mất đã xảy ra ở khu vực đường mòn Long Trail và tuyến Đường số 9 Vermont. Rivers là một thợ săn và ngư dân có kinh nghiệm và đã quen với khu vực địa phương.

### Paula Welden (1946)
Paula Jean Welden, 18 tuổi, đã biến mất sau một năm sau đó vào ngày 1 tháng 12 năm 1946. Welden là sinh viên năm thứ hai tại trường Đại học Bennington. Cô đã lên đường đi bộ trên Long Trail. Nhiều người đã thấy cô đi, bao gồm cả Ernest Whitman, một nhân viên Bennington Banner đã chỉ đường cho cô. Một cặp vợ chồng già được cho là đã nhìn thấy cô hiện diện trên đường mòn, khoảng 100 thước Anh (91 m) phía sau cô. Theo họ, cô chui vào một góc đường, và khi họ đến cùng chỗ đó, cô đột nhiên biến mất tăm hơi. Một cuộc tìm kiếm quy mô đã được tiến hành khi Welden không trở lại sân trường đại học, bao gồm việc đăng phần thưởng 5.000 USD và sự trợ giúp từ FBI. Tuy nhiên, không có bằng chứng nào về cô được tìm thấy. Những tin đồn không được xác nhận suy đoán rằng cô đã chuyển đến Canada với bạn trai hoặc cho rằng cô trở thành một người sống ẩn dật trên núi.

### James Tedford (1949)
James E. Tedford (còn được đánh vần thành Teford hay Tetford), một cựu chiến binh, là người thứ ba biến mất. Ông mất tích vào ngày 1 tháng 12 năm 1949, chính xác ba năm sau khi Paula Welden biến mất. Tedford là cư dân của khu nhà chăm sóc cựu chiến binh Bennington Soldiers' Home. Ông đã ở St. Albans khi đang tới thăm người thân, và trở về nhà trên chuyến xe buýt địa phương trước khi biến mất. Theo các nhân chứng cho biết, Tedford leo lên xe buýt, và vẫn còn ở trên xe buýt tại trạm dừng cuối trước khi đi đến Bennington. Tedford đã biến mất ở một nơi nào đó giữa trạm dừng cuối và Bennington. Đồ đạc của ông vẫn còn trong khoang hành lý và một tờ lịch trình tour mở nằm trên ghế trống của ông.

### Paul Jephson (1950)
Vụ mất tích thứ tư là cậu bé tám tuổi Paul Jephson. Vào ngày 12 tháng 10 năm 1950, Jephson đi theo mẹ trong chiếc xe tải. Cô để con trai lại chơi một mình trong khi cho một con lợn ăn. Mẹ cậu bé đi được khoảng một giờ. Khi cô trở về, con trai cô đã biến đâu mất rồi. Các nhóm tìm kiếm được thành lập để tìm kiếm đứa trẻ. Người ta chẳng tìm thấy được gì, mặc dù Jephson mặc một chiếc áo khoác màu đỏ tươi khiến cậu bé trông dễ nhận diện hơn. Theo một câu chuyện khác kể lại, những con chó đánh hơi đã mò ra được dấu vết của cậu bé tại một xa lộ địa phương, mà theo truyền thuyết địa phương, bốn năm trước khi xảy ra vụ mất tích của Paula Welden.

### Frieda Langer (1950)
Vụ mất tích thứ năm và lần cuối xảy ra mười sáu ngày sau khi Jephson biến mất. Vào ngày 28 tháng 10 năm 1950, Frieda Langer, 53 tuổi, và người em họ, Herbert Elsner, rời khỏi khu cắm trại gia đình gần hồ Hồ chứa nước Somerset đi bộ đường dài. Trong quá trình đi lang thang, Langer trượt và ngã xuống suối. Cô nói với Elsner nếu anh ta chờ đợi, cô ta sẽ trở lại khu cắm trại, thay quần áo và bắt kịp anh ta. Khi cô không trở về, Elsner quay trở lại khu cắm trại và phát hiện ra Langer đã không trở lại, và không ai nhìn thấy cô ấy kể từ khi họ rời đi. Trong hai tuần tiếp theo, giới chức địa phương đã tiến hành năm cuộc tìm kiếm, bao gồm máy bay, trực thăng, và 300 người tìm kiếm. Không tìm thấy dấu vết của Langer trong quá trình tìm kiếm. Vào ngày 12 tháng 5 năm 1951, xác cô được tìm thấy gần Hồ chứa nước Somerset, trong một khu vực đã được tìm kiếm quy mô bảy tháng trước đó. Không có nguyên nhân tử vong nào có thể được xác định vì tình trạng thi thể của cô ấy.
Langer là người cuối cùng biến mất và là người duy nhất được tìm thấy thi thể. Không có kết nối trực tiếp nào đã được xác định để kết hợp các trường hợp này lại với nhau, ngoài khu vực địa lý và khoảng thời gian chung.

## Ảnh hưởng văn hóa
Tam giác Bennington được thảo luận trong Phần 3, Tập 8 của chương trình truyền hình Weird or What? của William Shatner, tập này có tên gọi "Mysterious Vanishings," phát sóng lần đầu tiên vào ngày 23 tháng 7 năm 2012. Các sự kiện của năm 1945 – 1950 được kể lại trong tập 67 của Lore (podcast), có tiêu đề "The Red Coats".